# 巴貝多軍事
巴貝多國防軍（Barbados Defence Force (BDF)）為巴貝多主要國防武裝力量，都由輕步兵組成，總兵力約610名，採志願兵役制度；由巴巴多斯總統擔任三軍總司令。這些部隊的目的在維護巴貝多國家安全以及東加勒比的區域安全；在1982年，巴貝多成為加勒比地區安全體系（RSS）的會員國之一，巴貝多承諾在需要時互相提供協助。巴貝多國防軍由3個主要軍事部門組成。另外，警察單位亦為巴貝多的國防力量。

## 軍事部門
- 巴貝多國防軍（BDF）：共計610人
  - 地面部隊（部隊司令部）
  - 海岸防衛隊
  - 空軍聯隊（在格蘭特利亞當斯國際機場）

## 裝備
- Cessna 402（英语：Cessna 402）